# علی‌آباد (خاتون‌آباد)
علی‌آباد، روستایی در دهستان خاتون‌آباد از توابع بخش مرکزی شهرستان شهربابک در استان کرمان است.